# Charlevoix County
Charlevoix County je okres ve státě Michigan v USA. K roku 2000 zde žilo 26 090 obyvatel. Správním městem okresu je Charlevoix a jeho největším městem je Boyne City. Celková rozloha okresu činí 3 602 km².

## Sousední okresy
| Růžice kompasu | Schoolcraft County | Mackinac County | Cheboygan County a Emmet County | Růžice kompasu |
| Růžice kompasu | Sever              |                 |                                 | Růžice kompasu |
| Růžice kompasu | Charlevoix County  |                 |                                 | Růžice kompasu |
| Růžice kompasu | Jih                |                 |                                 | Růžice kompasu |
| Růžice kompasu | Leelanau County    | Antrim County   | Otsego County                   | Růžice kompasu |